# Xosé María Álvarez Cáccamo
Xosé María Álvarez Cáccamo (Vigo, Galiza, 6 de Julho de 1950) é um escritor galego, crítico literário e professor de literatura.
Filho de Xosé María Álvarez Blázquez e irmão de Alfonso Álvarez Cáccamo, Celso Álvarez Cáccamo, e Berta Álvarez Cáccamo, Xosé María Álvarez Cáccamo estudou Filologia Românica na Universidade de Santiago de Compostela. Desde 1973 é professor de ensino secundário. 
Além de poesia, tem publicado alguns relatos breves, teatro e literatura infantil. A sua obra foi traduzida para o Catalão, Castelhano, Basco e Italiano. Obteve os prémios Esquio, Miguel González Garcés e Arume e os Prémios da Crítica da Galiza e de Espanha.
Fez parte do conselho editoral das coleções de Poesia "Mogor" (1976-1980) e "Pero Meogo" (1980) e dos conselhos de redação dos suplementos Galicia Literaria de Diario 16 de Galicia (1990-1992) e Faro das Letras de Faro de Vigo (1993-1996). Entre os anos 1984 e 2002 fez parte da equipa diretiva da Asociación de Escritores en Lingua Galega, da que foi presidente interino após a dimissão de Carlos Mella (2001) e a eleição de Bernardino Graña (2002), foi coordenador das suas revistas Nó e Contemporánea. Foi membro fundador do "Foro da Cultura" e de "Esculca. Observatorio para a defensa dos direitos e as liberdades". Actualmente faz parte do coletivo Burla Negra e do conselho de redação da revista Grial.

## Obra
- Laberinto el clavicornio, 1977 (poemário em Castelhano)
- Galego cero, 1979 (ensaio linguístico)
- Praia das furnas, 1983 (poemário)
- Arquitecturas de cinza, 1985 (poemário)
- Os documentos da sombra, 1986 (poemário)
- Luminoso lugar de abatimento, 1987 (poemário)
- Cimo das idades tristes, 1988 (poemário)
- Casa dormida, 1988 (teatro)
- Fragmentos de mar, 1989 (poemário)
- Prego de cargos, 1991 (poemário)
- O lume branco, 1991 (poemário)
- Microtopafanías, 1992 (prosa)
- Colección de espellos, 1994 (poemário)
- A luz dos desnortados, 1996 (relatos)
- Pedro e as nubes, 1996 (literatura infantil)
- A escrita das aves de marzo, 1997 (poemário)
- Ganapán das palabras, 1998 (literatura infantil)
- Os cadernos da ira, 1999 (poemário)
- Vocabulario das orixes, 2000 (poemário)
- Dinosaurio Belisario, 2001 (literatura infantil)
- Depósito natural (1995-2001), 2002 (poemário)
- Lúa de pan, 2002 (poesia infantil)
- Vida de Antón Avilés de Taramancos, 2003 (biografia)
- Ancoradoiro. Obra poética (1983-2003, 2003 (poesia)
- Vilar dos fillos, 2004 (poesia)
- Memoria de poeta 2006 (ensaio)
- Vento de sal, 2008 (poemário)
- Tempo do pai, 2008 (biografia sobre o pai, Xosé María Álvarez Blázquez)